# Forteresse de Taavetti

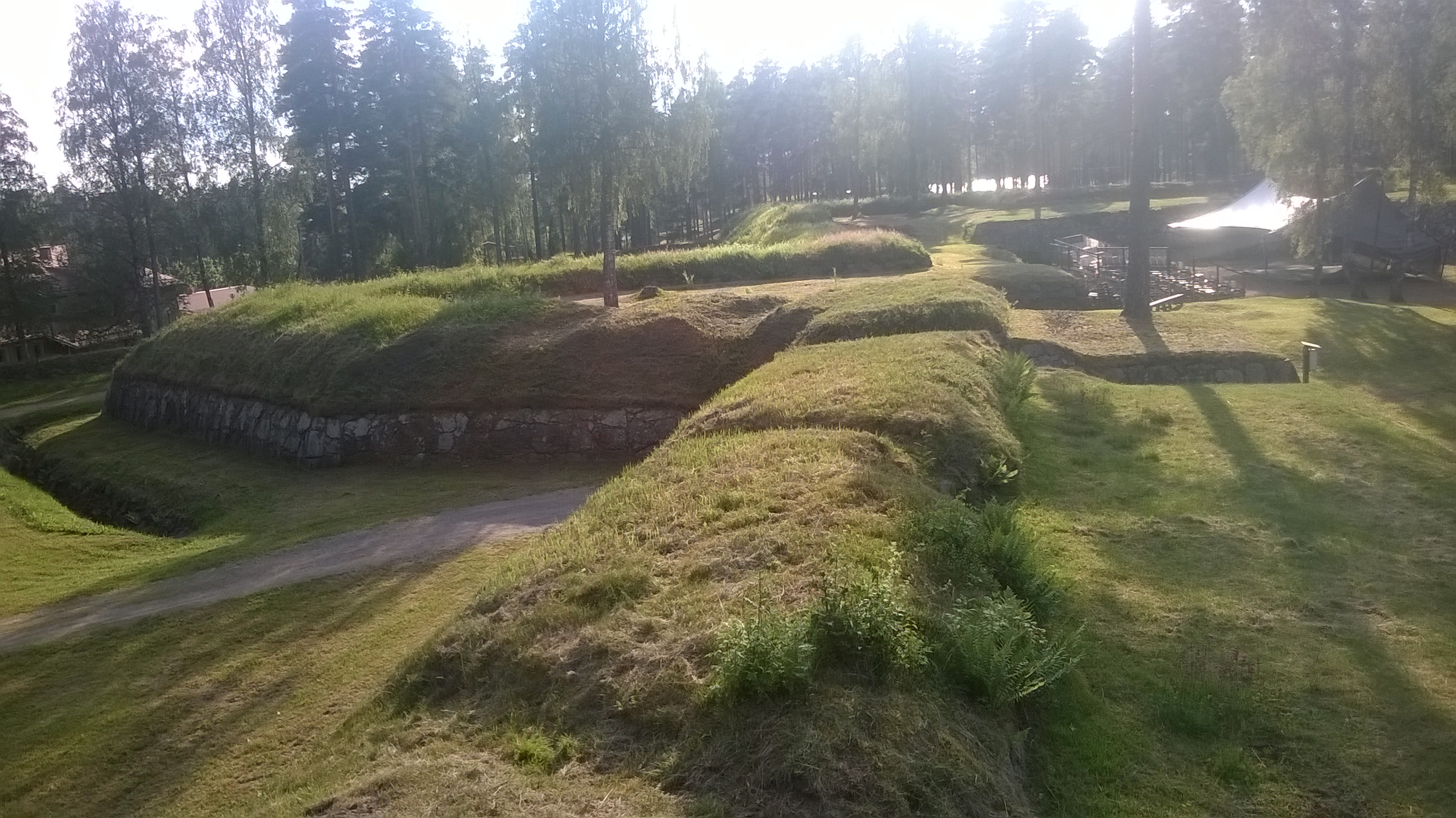
La partie sud de la forteresse de Taavetti.

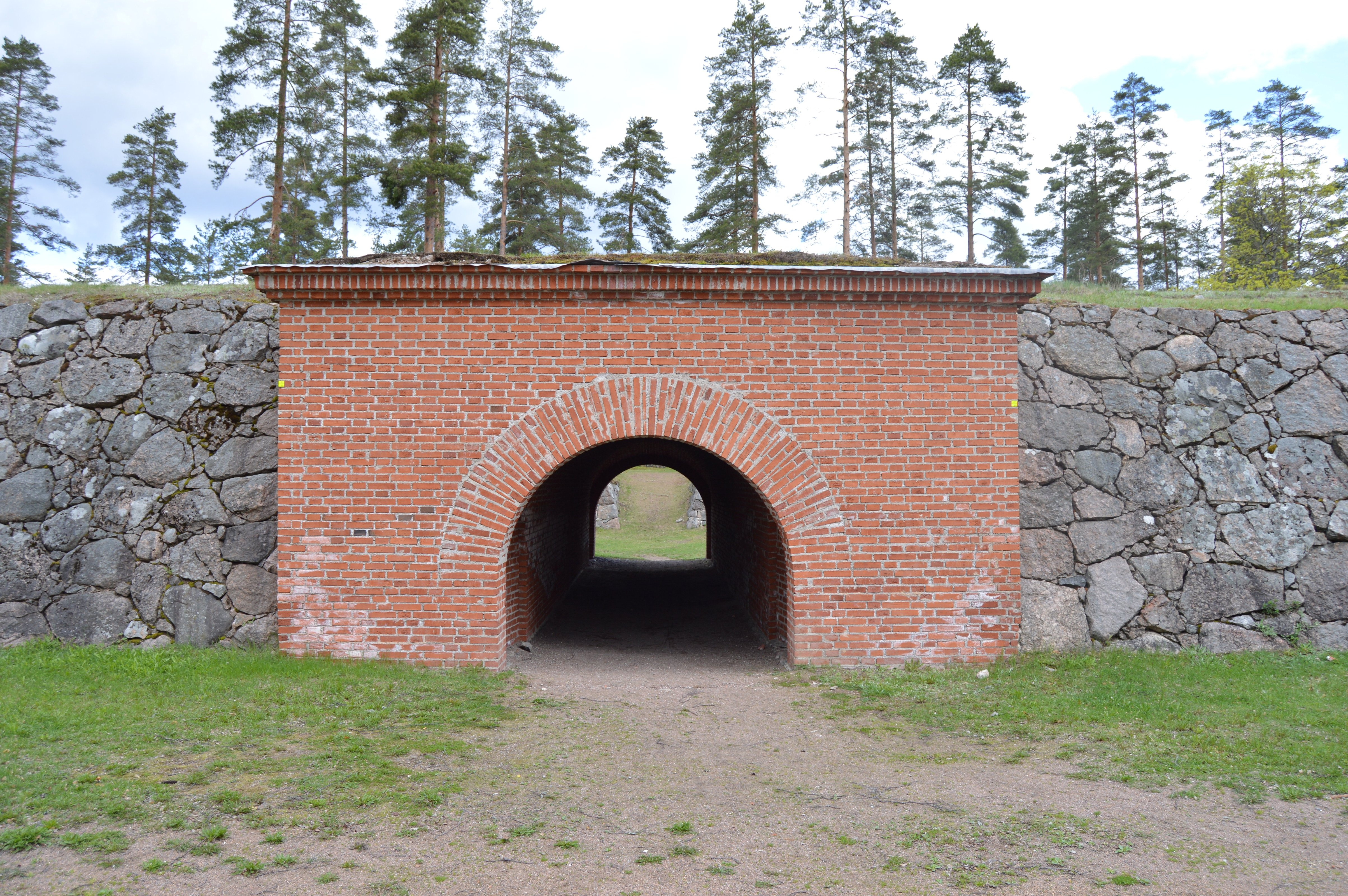
Porte de la forteresse de Taavetti.

La forteresse de Taavetti (en finnois : Taavetin linnoitus), est une forteresse située à Taavetti dans la municipalite de Luumäki en Finlande.

## Présentation
La forteresse de Taavetti a été construite à une intersection routiere stratégiquement importante à la limite sud du Salpausselkä.
Les murs de la forteresse lui donnent une forme presque circulaire,
La forteresse de Taavetti fait partie du système de fortification du sud-est de la Finlande construit par la Russie après la guerre russo-suédoise de 1788-1790. 
Pendant la première phase de construction qui s'étend de 1773 à 1781, on construit une forteresse constituée de remparts, mesurant environ 650 × 800 mètres. 
Au cours de la deuxième phase de construction de 1791 à 1796, on élève les bâtiments intérieurs de la forteresse. 
L'utilisation militaire de la forteresse a cessé en 1803 avant la guerre de Finlande.
Les ruines de la forteresse ont été restaurées dans les années 1980 et des événements en plein air y sont organisés.
La Direction des musées de Finlande a classé la Forteresse de Taavetti parmi les Sites culturels construits d'intérêt national en Finlande.